# Austin Ambassador
Austin Ambassador är en personbil, tillverkad av British Leyland mellan 1982 och 1984.
Ambassador-modellen, som introducerades våren 1982, var i praktiken en rejäl uppdatering av företrädaren Leyland Princess. Karossen hade modifierats med en ny front, c-stolpen hade fått ett fönster för bättre runt-om-sikt och baktill hade bilen fått en stor halvkombi-lucka. Den sexcylindriga motorn från företrädaren utgick och ersattes av en tvåförgasarvariant av tvålitersmotorn.
Efter Princess-modellens misslyckande utomlands, försökte British Leyland inte ens exportera efterträdaren och alla Ambassador-bilar byggdes med högerstyrning.

## Motorer
| Modell  | Motor               | Cylindervolym | Effekt | Bränslesystem    |
| ------- | ------------------- | ------------- | ------ | ---------------- |
| 1700    | 4-cyl radmotor SOHC | 1695 cm³      | 84 hk  | Enkel förgasare  |
| 2000    | 4-cyl radmotor SOHC | 1993 cm³      | 93 hk  | Enkel förgasare  |
| 2000 TC | 4-cyl radmotor SOHC | 1993 cm³      | 101 hk | Dubbla förgasare |